# Willy Davidson

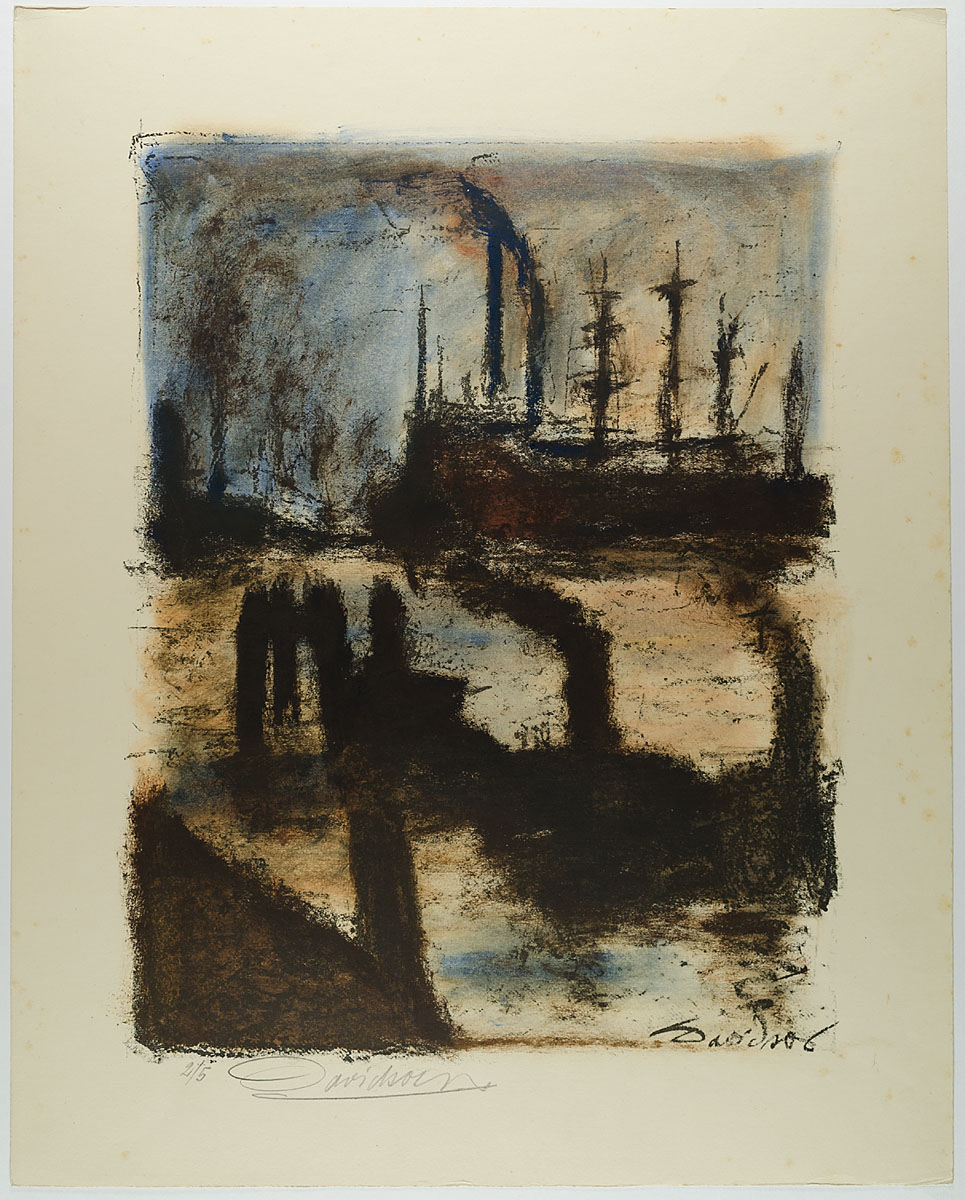
Aus dem Mappenwerk „Erde und Eisen“, Adolf Harms Verlag, Hamburg 1921, Museum für Kunst und Gewerbe Hamburg

Willy Davidson, eigentlich Willy Davidsohn (* 13. Februar 1890 in Bromberg; † 4. Februar 1933 in Hamburg) war ein deutscher Maler, Grafiker und Bühnenbildner.

## Leben
Willy Davidson erhielt seine Ausbildung zum Maler und Bühnenbildner vermutlich an der Kunstgewerbeschule in Dresden. Unmittelbar nach Abschluss des Studiums wurde er zum Kriegsdienst eingezogen. Während des Ersten Weltkriegs kämpfte er in Holland, Belgien und Frankreich und zog nach Kriegsende 1918 nach Hamburg. Hier hatte er ein Jahr später maßgeblichen Anteil an der Hamburgischen Sezession und war im Gründungsjahr Mitglied des Vorstands. Davidson beteiligte sich an der Arbeit des Hamburger Künstlerfestes und übernahm dort die Funktion des Schatzmeisters.
Davidson Privatwohnung befand sich in der Rothenbaumchaussee 26. Hier lebte er mit seinem Lebensgefährten, dem Innenarchitekten Curt Ahleff. In der Wohnung kam oftmals die Avantgarde Hamburger Künstler zusammen.
Willy Davidson starb kurz vor der Machtergreifung durch die Nationalsozialisten. Da seine Familienmitglieder während der Zeit des Nationalsozialismus ermordet wurden, sind Nachlass und Werke des Künstlers nur unvollständig erhalten geblieben. Auch der Lebenslauf ist daher nur wenig dokumentiert.
Das Grab von Willy Davidson war auf der Grabanlage Z 27-249 des Friedhofs Ohlsdorf zu finden, es ist inzwischen geräumt.

## Werke
Willy Davidsohn hielt in seinen Bildern Impressionen von Großstädten und Landschaften fest. Neben den Ländern, in denen er während des Ersten Weltkriegs eingesetzt worden war gehörten dazu Italien und Spanien. In den 1920er Jahren besuchte er diese Länder nochmals. Zudem widmete er sich Themen mit einem Bezug zu Hamburg wie dem Hamburger Hafen. Die erhalten gebliebenen Werke sind nur selten handschriftlich datiert, sodass es nicht möglich ist, sie einzelnen Werkphasen zuzuordnen. Das Werk kann als ungewöhnlich geschlossen und auf durchgängig hohem Niveau bezeichnet werden.
In den meisten Gemälden herrscht eine melancholische Grundstimmung vor. Die Konturen wirken oftmals verwischt und die Farben gedämpft, sodass ein Schleier über ihnen zu liegen scheint. Die dargestellten Szenen wirken fast ausschließlich als Traumbilder.
Die Hamburger Kunsthalle und das Hamburger Museum für Kunst und Gewerbe zeigen Davidsons Werke. Weitere Bilder befinden sich in Privatbesitz.